# Nivea Polska

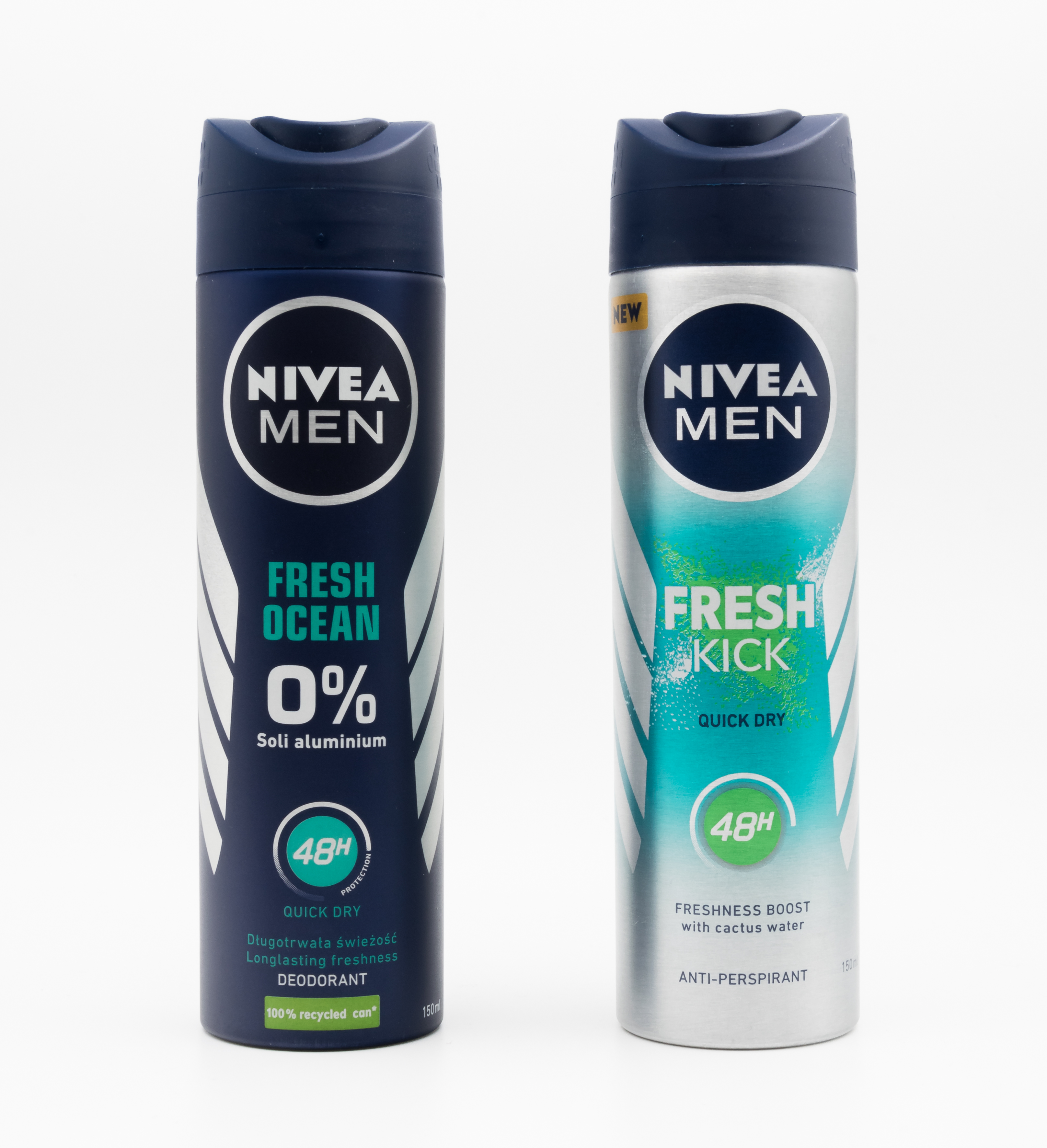
Dezodoranty Nivea

Nivea Polska Sp. z o.o. – dystrybutor kosmetyków do pielęgnacji skóry i urody działający na polskim rynku, część międzynarodowego koncernu Beiersdorf AG. Siedziba firmy znajduje się w Poznaniu.
W skład Grupy Beiersdorf w Polsce wchodzą spółki:
- Nivea Polska Sp. z o.o.
- Beiersdorf Manufacturing Poznań Sp. z o.o. – zakład produkcyjny, który od 1 stycznia 2009 roku został wydzielony jako osobny podmiot gospodarczy, wcześniej był prowadzony przez Nivea Polska Sp.z o.o.

## Historia

### Do II wojny światowej
W 1890 roku urodzony w Gliwicach dr Oscar Troplowitz zakupił w Hamburgu aptekę od farmaceuty Paula Beiersdorfa i przekształcił ją w odnoszące sukcesy międzynarodowe przedsiębiorstwo.
W latach 20. XX w. spółka Beiersdorf AG rozpoczęła poszukiwania partnerów handlowych w Polsce. Zorganizowano niewielkie dostawy produktów z fabryki w Hamburgu do Polski oraz zarejestrowano wszystkie marki Beiersdorf w polskim urzędzie patentowym. 29 kwietnia 1925 roku Maksymilian Małuszek zarejestrował spółkę pod nazwą Pebeco Wytwórnia Specyfików Beiersdorfa Spółka z o.o. w Katowicach. Przedmiotem jej działalności, jak zapisano w Rejestrze Handlowym, miało być wytwarzanie i sprzedaż specyfików Beiersdorfa, w szczególności specyfików Pebeco. Nazwa Pebeco wzięła swój początek od pierwszych liter spółki hamburskiej P. Beiersdorf & Co. Spółka sprowadzała z Hamburga również inne wyroby Beiersdorfa, przede wszystkim plastry lecznicze i opatrunkowe.
Po czterech latach, w Poznaniu, 6 kwietnia 1929 roku Maksymilian Małuszek i poznański kupiec Czesław Cegielski sporządzają umowę spółki którą ostatecznie zarejestrowano 20 sierpnia 1929 r. Spółka nosiła nazwę Pebeco Polskie Wytwory Beiersdorfa Spółka Akcyjna Poznań, Po dwóch latach budowy oddała do użytku nowoczesną, jak na owe czasy fabrykę kosmetyków. Po uruchomieniu wytwórni poznańskiej, przedsiębiorstwo katowickie zlikwidowano. Dyrektorem został Maksymilian Małuszek, pełniący dotychczas tę funkcję w Katowicach. Pod budowę fabryki zakupiono parcelę przy ul. Chlebowej 6 w Poznaniu. Jej otwarcie odbyło się 31 marca 1931 roku. Oprócz produkcji kremów i past, fabryka prowadziła również wyrób plastrów leczniczych i opatrunkowych pod marką Leukoplast, Hansaplast, Poloniaplast i Wistaplast.
W latach 30. fabryka zatrudniała 130 osób i była jedną z największych fabryk Beiersdorfa. Ostateczny kształt fabryki nadano w latach 1937–1939. Działania wojenne we wrześniu 1939 r. nie uszkodziły fabryki, a produkcja trwała nieprzerwanie przez okres wojny i okupacji. Po zbombardowaniu fabryki w Hamburgu, na poznańskim przedsiębiorstwie spoczywał dodatkowy obowiązek: produkcja kosmetyków i materiałów opatrunkowych przeznaczonych dla Wehrmachtu. Budynki fabryki zostały zniszczone podczas walk wyzwoleńczych na początku 1945 r.

### Okres PRL
Po II wojnie światowej na mocy konwencji poczdamskiej w ramach odszkodowań wojennych poznańska fabryka Beiersdorfa przeszła na własność państwa polskiego. Polska uzyskała prawo do produkcji pasty do zębów, plastrów opatrunkowych i kremu Nivea. Na rynku ukazały się pierwsze wyroby fabryki: krem Nivea, olejek orzechowy, zasypki dla dzieci, pasty do zębów, wody do ust, wody kolońskie. Pod koniec roku 1946 rozpoczęto produkcję plastrów opatrunkowych: Leukoplast, Hansaplast oraz środków farmaceutycznych: Haematogen, Tussipect syrop i Tussipect krople. W wyniku tego doszło do specyficznej sytuacji, w której na świecie istniały dwie marki Nivea: polska i międzynarodowa. Znak firmowy był ten sam, jednak asortyment kosmetyków był całkowicie odmienny. Beiersdorf AG z siedzibą w Hamburgu musiał wnosić opłaty licencyjne za sprzedaż kosmetyków Nivea na terenie Polski.
W roku 1946 weszła w życiu ustawa o nacjonalizacji, która objęła również Fabrykę Chemiczno-Farmaceutyczną Pebeco. W 1951 r. otrzymała nazwę Fabryka Kosmetyków Lechia Przedsiębiorstwo Państwowe w Poznaniu. W latach 50. w Polsce panowała powszechna tendencja koncentracji produkcji, która w przypadku fabryki doprowadziła, w latach 1952–1965, do przyłączenia kilku zakładów kosmetycznych działających na terenie Poznania: Stempniewicz, Żak, Heza, Falkiewicz oraz później – Poznańskie Zakłady Przemysłu Tłuszczowego (powstałe z firmy Tukan i Blask).
Od czasów przedwojennych w fabryce rozwijana była produkcja past do zębów, w której to dziedzinie Lechia była przez kilkadziesiąt lat monopolistą na polskim rynku. Dla potrzeb stale rosnącej produkcji wybudowano i uruchomiono w 1963 r. nowoczesną wytwórnię tub aluminiowych.
W roku 1965, po połączeniu z Poznańskimi Zakładami Przemysłu Tłuszczowego, nazwę przedsiębiorstwa zmieniono na Fabryka Mydła i Kosmetyków „Lechia”. W tym samym roku wypuszczono na rynek pierwszy polski nowoczesny proszek detergentowy IXI 65. W tym samym roku uruchomiono najnowocześniejszą i największą w Polsce wytwórnię mydeł toaletowych i mydeł do prania.
1 stycznia 1970 roku Zjednoczenie Przemysłu Chemii Gospodarczej i wszystkie przedsiębiorstwa w nim zgrupowane dodały do swojej nazwy słowo Pollena, zaczerpnięte z nazwy kremu kosmetycznego produkowanego przez poznańską fabrykę. Stąd przedsiębiorstwo zmieniło nazwę po raz kolejny na Fabryka Kosmetyków Pollena-Lechia Przedsiębiorstwo Państwowe w Poznaniu, która stała się właścicielem praw do znaku firmowego i marki Nivea w Polsce.
W latach 70., wykorzystując zagraniczne licencje, uruchomiono produkcję nowoczesnych dezodorantów w aerozolu pod marką BAC oraz farb do włosów Koleston. Dla rosnącej produkcji dezodorantów uruchomiono linię produkcji aluminiowych puszek.
Także po raz pierwszy w Polsce uruchomiono produkcję przeźroczystych taśm samoprzylepnych do celów biurowych pod nazwą Collex.

### Okres przemian własnościowych
W latach 90. Pollena-Lechia objęta została Programem Powszechnej Prywatyzacji. Większość jej akcji należała do funduszu inwestycyjnego NFI Octava. We wrześniu 1997 r. NFI Octava, Pollena-Lechia oraz Beiersdorf AG podpisały umowę inwestycyjną, na mocy której Beiersdorf AG stał się udziałowcem spółki. W listopadzie 1997 roku nazwę spółki zmieniono na Beiersdorf-Lechia S.A. Od tej pory spółka stała się częścią koncernu Beiersdorf, a Nivea w Polsce została włączona do międzynarodowej koncernu.
Przez ponad dwa lata spółka Beiersdorf-Lechia S.A. działała przy ul. Chlebowej, gdzie mieściła się siedziba i administracja oraz przy ul. Gnieźnieńskiej, gdzie znajdowała się fabryka. Prace przy budowie nowego biurowca spółki rozpoczęto w marcu 2003 r., a w marcu 2004 r., po 73 latach, siedziba spółki została przeniesiona. W nowym budynku administracyjnym spółki pracuje 130 osób. Koszt inwestycji – budowa nowego biurowca wyniosła ponad 20 mln złotych i została całkowicie sfinansowana ze środków własnych spółki.
W 2004 roku Instytut Badania Opinii i Rynku Pentor przeprowadził na zlecenie Beiersdorf-Lechia S.A. badanie znajomości i wizerunku firmy. W kontekście uzyskanych wyników okazało się, że niewielu respondentów zna firmę Beiersdorf-Lechia, a wśród nich zaledwie połowa wie, że jest ona producentem kosmetyków marki Nivea. Natomiast prawie wszyscy respondenci wskazywali nazwę Nivea Polska, jako najbardziej odpowiednią dla producenta kosmetyków tej marki. Stało się to głównym powodem zmiany nazwy spółki na Nivea Polska S.A. W grudniu 2006 roku Beiersdorf AG stał się w 100% właścicielem Nivea Polska S.A. 31 grudnia 2007 spółka zmieniła formę prawną na spółkę z ograniczoną odpowiedzialnością przyjmując nazwę Nivea Polska Sp. z o.o.

### Współczesność

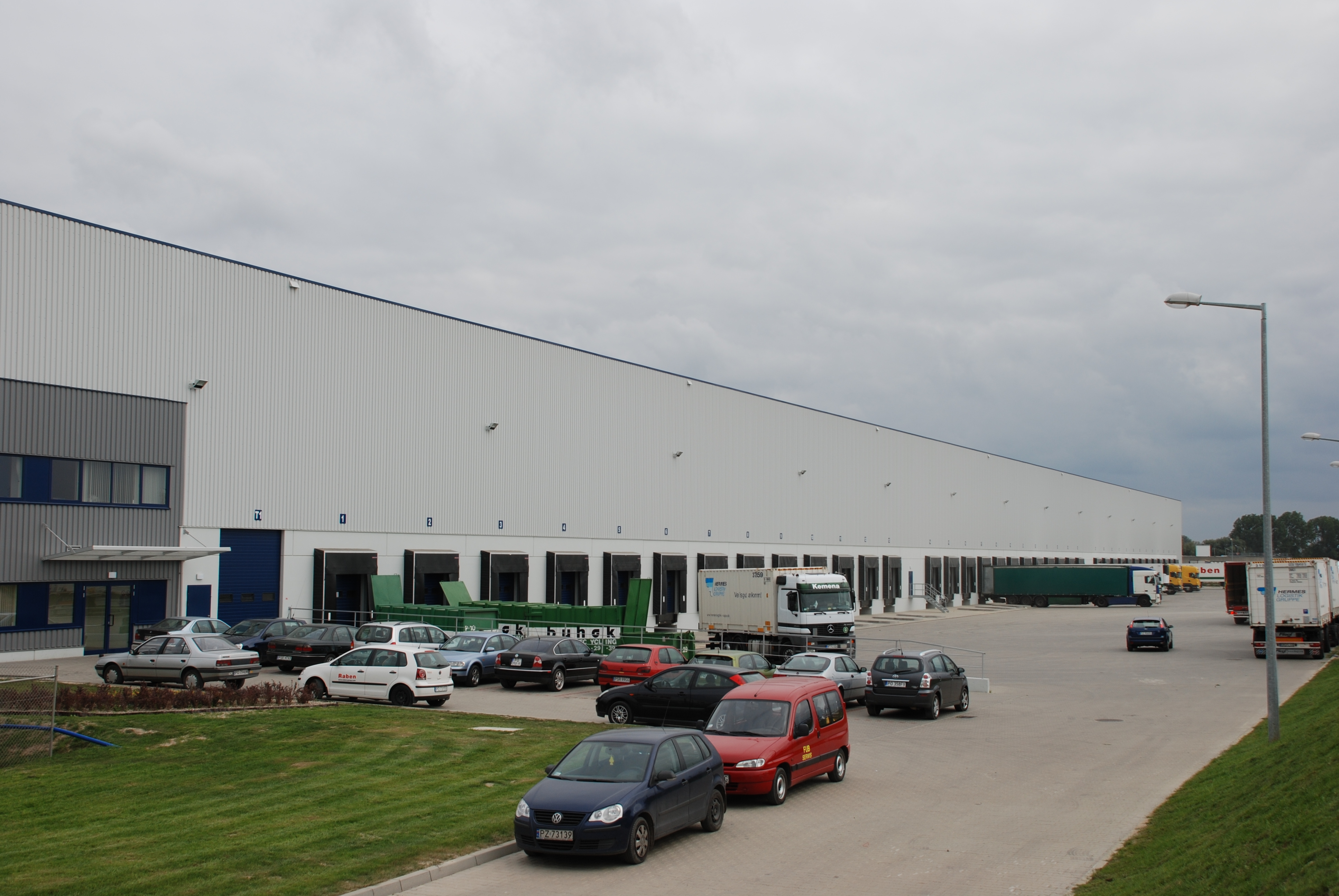
Centrum logistyczne

W 2007 roku zostało utworzone regionalne centrum logistyczne w Poznaniu dla regionu Północno-Wschodniej Europy. Partner logistyczny Beiersdorfa w Poznaniu zapewnia powierzchnię magazynową dla 35 tysięcy miejsc paletowych dla tego projektu. Tutaj dostarczane są produkty ze wszystkich europejskich centrów produkcyjnych dla tego regionu, a następnie dostarczane do filii Beiersdorfa w Rosji i w Ukrainie, a także do partnerów handlowych Beiersdorfa w krajach Wspólnoty Niepodległych Państw.
Centrum logistyczne dostarcza także wszystkie usługi logistyczne, jak planowanie promocji i jej produkcję, specjalne opakowania oraz etykietowanie produktów oraz wiele innych usług połączonych z dystrybucją produktów. Tygodniowo około 100 tirów wyjeżdża z centrum logistycznego w Poznaniu. Produkty dostarczane są także bezpośrednio do klientów w Polsce, Czechach, na Słowacji i Węgrzech.

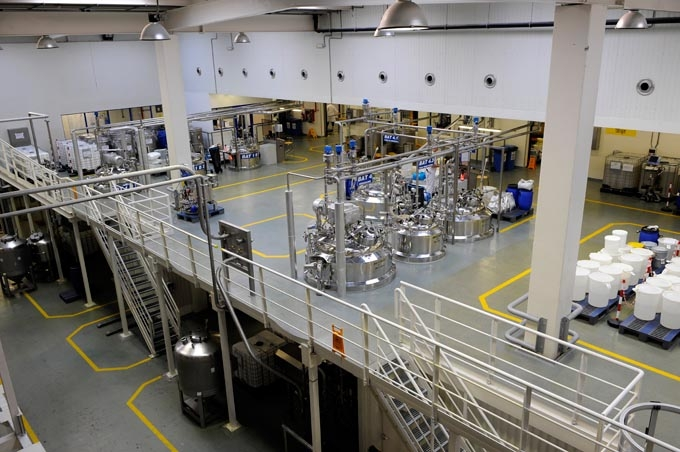
Naważalnia

W 2008 roku Nivea Polska Sp. z o.o. rozbudowała zakład produkcyjny w Poznaniu i obecnie wytwarza produkty dermokosmetycznej marki Eucerin oraz artykuły pielęgnacyjne linii Nivea Visage, Nivea Body, Nivea Baby, Nivea for Men. W 2008 r. wyprodukowano 8,9 tys. ton kremów i emulsji, czyli ok. 96 milionów sztuk, z czego 90% w wysokości 242,2 mln PLN zostało wysłane do 34 krajów w Środkowej i Wschodniej Europie, Azji, Australii oraz Ameryki Południowej i Afryki.

## Zaangażowanie społeczne

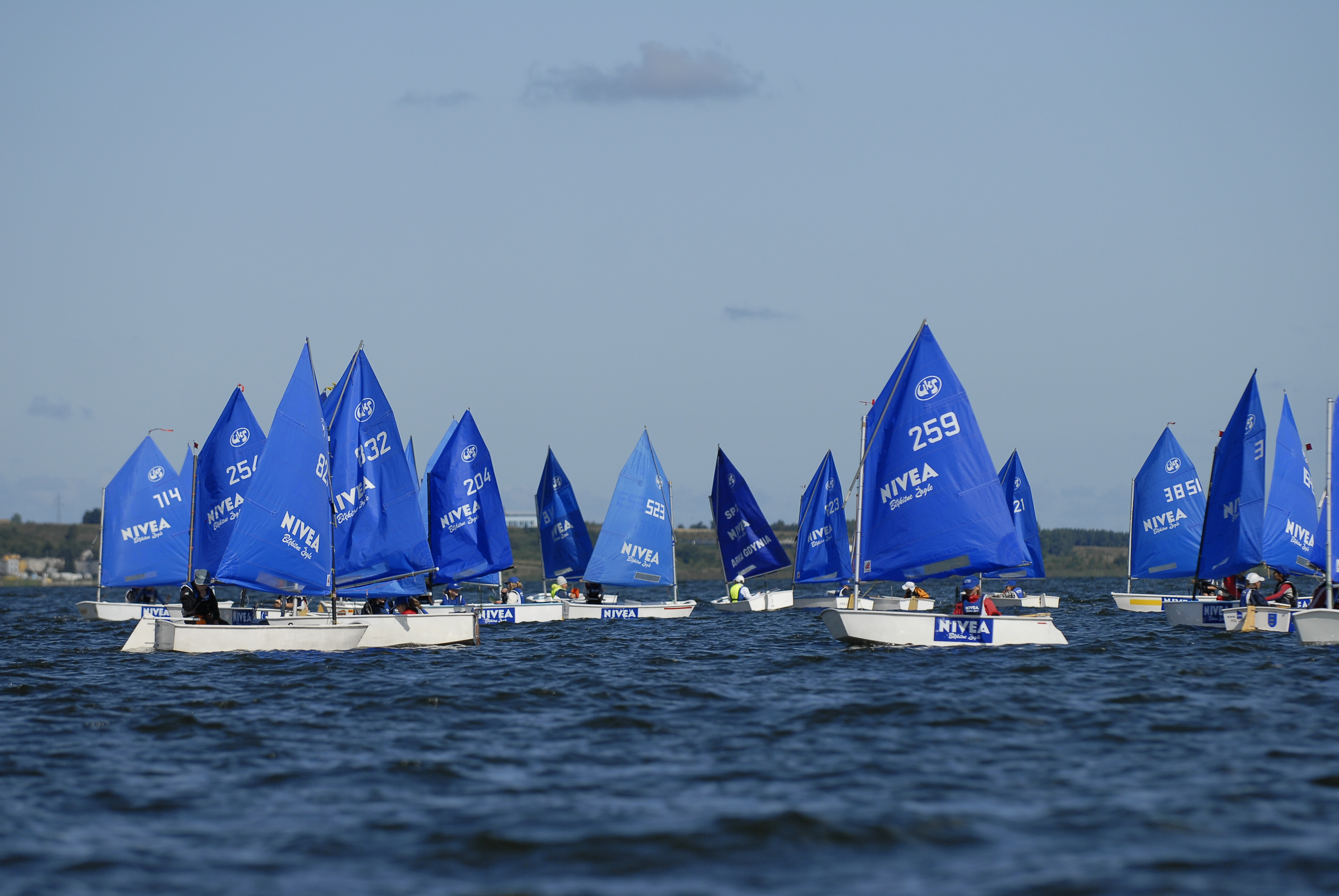
Nivea Błękitne Żagle

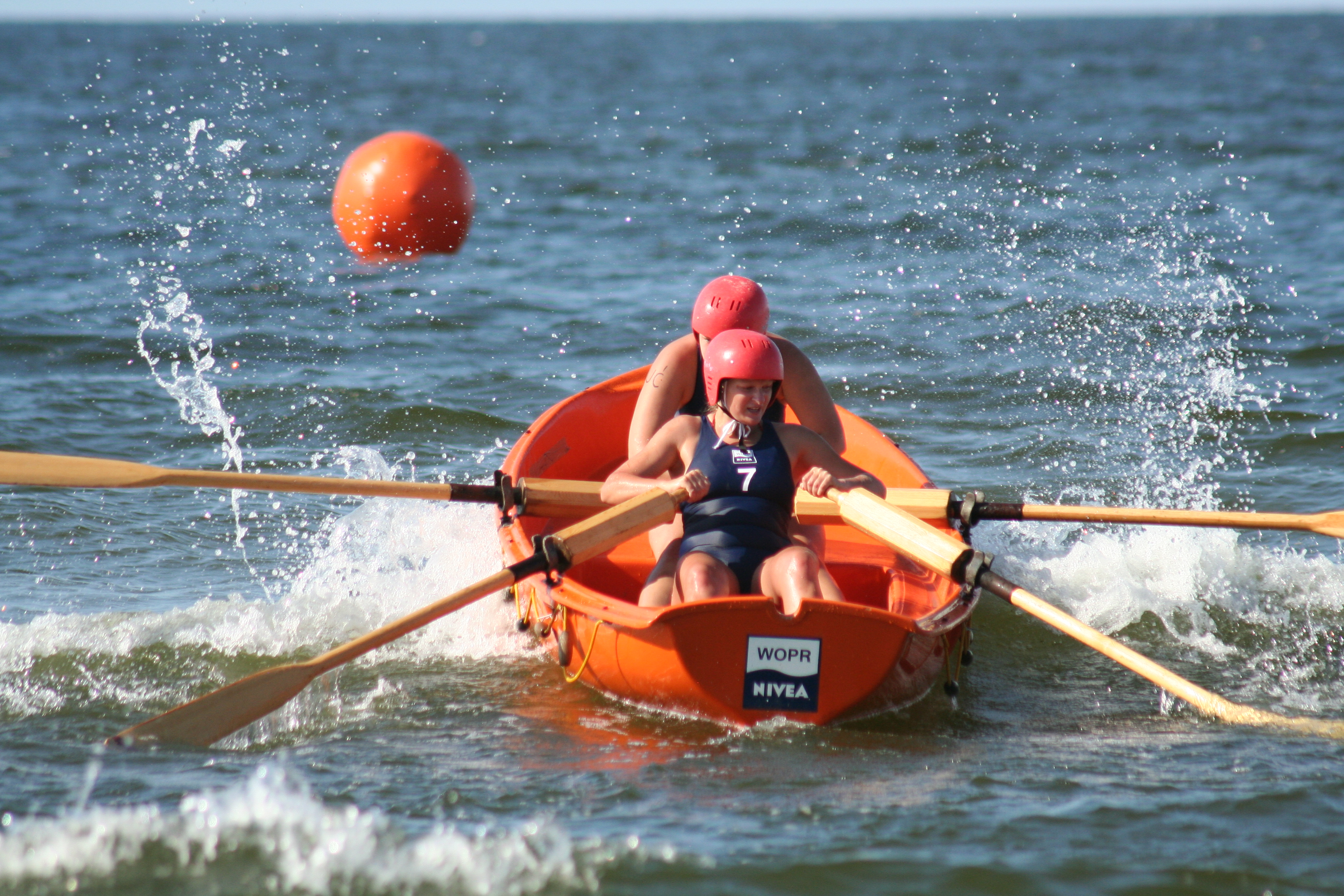
Nivea WOPR

### Nivea Błękitne Żagle
Nivea Błękitne Żagle był programem skierowanym do najmłodszych żeglarzy w wieku do 11 lat w latach 2001–2012. Obejmował on 33 kluby żeglarskie, które otrzymywały wsparcie finansowe oraz sprzęt sportowy. Program opiekował się także kadrą narodową polskich „Optimiściarzy” – Nivea Team Poland.
Program realizowany był we współpracy z Polskim Związkiem Żeglarskim (PZŻ) oraz Narodowym Stowarzyszeniem Klasy Optimist (NSKO). Patronowało mu także Ministerstwo Sportu i Turystyki oraz Polski Komitet Olimpijski. Program wspierała marka odzieżowa Henri Lloyd oraz Targi Wiatr i Woda.
Główną ideą akcji Nivea Błękitne Żagle było promowanie żeglarstwa jako sposobu na aktywny wypoczynek dzieci i ich rodzin. Nacisk położony był też na walor edukacyjny, czyli wychowywanie dzieci poprzez sport, stymulujący prawidłowy rozwój psychofizyczny.

### Bezpiecznie z Nivea i WOPR
Bezpiecznie z Nivea i WOPR był programem partnerskim firmy Nivea Polska Sp. z o.o. i Wodnego Ochotniczego Pogotowia Ratunkowego realizowanym w latach 2001–2012 na kąpieliskach strzeżonych w gminach nadmorskich oraz w wybranych miejscowościach na terenie całej Polski. Program miał na celu poprawę stanu bezpieczeństwa osób przebywających, kąpiących się i uprawiających sporty wodne nad morzem, na jeziorze czy w basenie.

### 100 placów zabaw na 100 lat Nivea
Wiosną 2011 roku Nivea rozpoczęła akcję „100 placów zabaw na 100 lat Nivea”, której celem było ufundowanie i wybudowanie na terenie całej Polski 100 nowych, atrakcyjnych i bezpiecznych placów zabaw, dostosowanych do potrzeb dzieci w różnym wieku. Do udziału w projekcie zaproszone zostały gminy i spółdzielnie mieszkaniowe, których zadaniem było zgłoszenie miejsc, gdzie najbardziej potrzebne są nowe place zabaw. W ciągu tygodnia od momentu rozpoczęcia programu wpłynęło ponad 400 zgłoszeń. 100 placów wybrano w publicznym internetowym głosowaniu. 16 maja 2011 r. otwarto pierwszy ze stu placów zabaw na Osiedlu Bolesława Chrobrego w Poznaniu.

### Szkółki piłkarskie Nivea
Szkółki piłkarskie Nivea to kolejny program firmy Nivea mających na celu propagowanie aktywnego psychofizycznego rozwoju, zwłaszcza dzieci, wartości rodzinnych i zacieśniania więzi łączących lokalne społeczności. Na oficjalnej inaugarcji programu, która miała miejsce 15 lutego 2012 r., obecni byli piłkarz Ronald de Boer oraz szkoleniowiec Eddie van Schaick, przedstawiciele szkółki piłkarskiej „Akademia AFC Ajax”, z którą Nivea podjęła współpracę. Program jest odpowiedzią na potrzeby wielu szkół podstawowych i klubów sportowych, które nie mają dostępu do nowoczesnych metod treningowych, szkoleń dla trenerów, a także nowoczesnego sprzętu treningowego.